# 잔존용량
잔존용량(殘存容量, State of Charge, SoC)은 하이브리드 차량이나 배터리식 전기자동차, 또는 배터리식 전기자동차에 쓰이는 축전지의 연료량을 표시할 수 있는 척도이다. 잔존용량이 100%일 때 축전지가 가득찬 상태를, 0%일 때 축전지가 모두 소모된 상태를 나타낸다.

## 잔존용량 측정
잔존용량을 직접적으로 측정할 수는 없으며, 대신 간접적으로 측정할 수 있는 몇 가지의 방법이 있다:
- 화학측정법
- 전압측정법
- 전류적분법
- 압력측정법

### 화학측정법
화학측정법은 봉해지지 않은 납축전지와 같이 액체 전해질에 직접 접근이 가능한 축전지에만 사용할 수 있다. 전해질의 비중이나 산도(酸度, pH)를 측정함으로써 잔존용량을 계산한다.

### 전압측정법
축전지의 출력전압을 측정하고, 이것을 해당 축전지의 방전곡선(discharge curve)과 대조하여 잔존용량을 계산한다. 단, 축전지의 내부 저항에 의해 오차가 생길 수 있는데, 축전지의 내부 저항과 출력 전류의 곱에 해당하는 전압 강하가 추가로 일어나기 때문이다. 따라서 회로의 전류를 측정하여 해당하는 전압 강하 값만큼 수정해 주면 정확도가 높아진다.

### 전류적분법
전류적분법은 축전지의 출력전류를 전 가동 시간에 걸쳐 측정 및 적분하여 잔존용량을 산출한다. 그러나 다른 적분법과 마찬가지로 이 방법 역시 측정이 장기화됨에 따라 오차가 극심해진다. 따라서 축전지가 다 충전되었다고 판단될 때를 기하여 다시 잔존용량이 100%인 것으로 기준값을 수정해 주는 과정이 필요하며, 이를 위해 다른 측정법과 병행하여 사용하는 것이 권장된다.

### 압력측정법
압력측정법은 일반적으로 니켈 수소 축전지(NiMH)의 잔존용량을 측정하는 데 사용되는데, 니켈 수소 축전지는 충전됨에 따라 내부압력이 크게 증가하기 때문이다. 포이케르트의 법칙(Peukert's Law)의 적용으로 계량이 가능한 방법이다.

## 같이 보기
- 충전기
- 배터리 관리 시스템
- 방전깊이